# Williams (Carolina del Sud)
Williams è un comune degli Stati Uniti d'America, situato in Carolina del Sud, nella Contea di Colleton.